# Józef Tischner
Józef Stanisław Tischner (1931-2000) est un prêtre catholique et philosophe polonais.
Il est notamment connu pour son rôle comme aumônier du syndicat Solidarność.

## Biographie
Józef Tischner est né le 12 mars 1931 à Stary Sącz et mort le 28 juin 2000. Il est issu d'une famille de montagnards et a grandi dans le village de Łopuszna dans le sud de la Pologne.
Il fait ses études à l'université Jagellonne de Cracovie (première année de faculté de droit puis faculté de théologie) et au séminaire de l'archevêché de Cracovie et est ordonné prêtre dans la cathédrale du Wawel en 1955.
Dans les années 1970, il collabore avec le mouvement d'opposition démocratique contre le régime communiste de la république populaire de Pologne.
En 1980, il est considéré comme l'aumônier officieux du mouvement Solidarność et est salué par le pape Jean-Paul II.

## Philosophie et influence
Durant les années 1960, il devient une figure familière de la vie intellectuelle de la Pologne. Il publie alors une collection d'essais « Le Monde de l'espérance humaine », dans laquelle il discute avec les philosophes des Lumières et les existentialistes (Sartre), introduit le concept du moi axiologique. La question concernait des concepts tels que la conscience ou la liberté. Dans son essai Impressions axiologique (1970) il présente une description de la source d'expérience le moi comme valeur élémentaire, en opposition à la conception de Husserl sur le moi transcendantal. De cette façon, tout en restant dans la tradition phénoménologique, il commence à tracer son propre chemin original de réflexion philosophique, qui l'a conduit plus tard à la philosophie du drame et de la métaphysique du bien.
Dans l'ouvrage Le déclin du christianisme thomiste (1970), il s'interroge sur la primauté de la philosophie thomiste, lui reprochant l'idéologisation de la Révélation. Depuis le différend avec le thomisme dans l'Église polonaise, Józef Tischner prend part à tous les débats à ce sujet, qu'il initie souvent lui-même. Les textes de cette première période de son travail sont contenus dans les livres Le monde de l'espérance humaine (1975) et Penser en termes de valeur (1982). À la fin des années 1970, dans son livre La forme polonaise du dialogue (1979) il engage la polémique avec le marxisme.
Dans les livres suivants, Le Don malheureux de la liberté (1999), Au pays de l'imagination maladive (1997) et Le Prêtre égaré (1999) il exprime ses vues sur la construction d'un nouvel ordre social, politique mais aussi éthique. Il continue à travailler à des travaux plus philosophique où il développe sa propre philosophie originale, c'est surtout La Philosophie du drame (1990) et Le différend sur l'existence de l'homme (1998).

### Ses liens avec les montagnards de Podhale
En 1980, en prenant la fonction d'aumônier de l’association des montagnards de Podhale (Związek Podhalan), Józef Tischner s'est fixé la tâche de « cristallisation de l'idée de la culture des montagnards polonais (les górale) ». Il a organisé une messe annuelle à Turbacz (dans la chapelle papale de Rosnakowa (pl)), et a soutenu le développement de la culture des montagnards. Grâce à son initiative, des agriculteurs de Podhale ont pu être formés en Autriche et recevoir une aide matérielle substantielle de matériel agricole. D'un point de vue littéraire et linguistique, il a contribué à la culture des montagnards en prononçant des sermons en dialecte, et en publiant notamment, en 1997, une Histoire de la philosophie en montagnard (gwara góralska).

### Ses liens avecSolidarność
En 1980 il élargit ses activités publiques à une plus grande échelle. Son homélie en octobre lors de la messe dans la cathédrale du Wawel aux dirigeants des syndicats est devenue le début d'une série de textes publiés dans Tygodnik Powszechny et puis en volume sous le titre L’Éthique de la Solidarité (1981), qui a développé la réflexion sur la dimension éthique des événements contemporains. Il est considéré comme l'aumônier de Solidarność. Son sermon prononcé au premier congrès de Solidarność est annexé aux documents officiels du congrès. Dans l'homélie prononcée en 1987 à Gdańsk, le pape Jean-Paul II  a cité les textes de Józef Tischner comme reflétant le plus la vérité au sujet de Solidarność.

### Ses dernières années
Les dernières années de sa vie sont marquées par la maladie, un cancer du larynx. Il meurt le 28 juin 2000 à Cracovie et a été enterré au cimetière de son village de Łopuszna.
Son activité d'écrivain était centrée sur la relation entre la liberté et de la grâce, la miséricorde.
Jean-Paul II dans un télégramme après la mort de Józef Tischner a écrit : Il était un homme d'Église, toujours préoccupé, dans la défense de la vérité, de ne pas perdre pas l'homme de vue.

## Prix et décorations
Józef Tischner a reçu de très nombreuses distinctions parmi lesquelles : le prix du Pen Club, le micro d'or (1991), le prix de la Fondation Stefan Kisielewski 1993, celui de la Fondation Jurzykowski, etc. En janvier 1998 il a reçu le prix du livre de Cracovie pour son Histoire de la philosophie en montagnard.
En 1999 il a reçu du président de la République l'Ordre de l'Aigle blanc.
Après sa disparition le magazine et les éditions Znak ont créé un prix portant son nom.

## Œuvres
- 1963. Ja transcendentalne w filozofii Edmunda Husserla. Le moi transcendantal dans la philosophie de Husserl
- 1970. Schyłek świata tomizmu. Le déclin du christianisme thomiste.
- 1975. Świat ludzkiej nadziei. Le monde de l'espérance humaine. Cracovie: Znak.
- 1978-79. Filozofia poznania. La philosophie de la connaissance. Cracovie: Papieski Wydział Teologiczny (Faculté pontificale de théologie).
- 1979. Polski kształt dialogu. La forme polonaise du dialogue. Cracovie: Znak.
- 1979. Filozofia chrześcijańska w dialogu z marksizmem. La philosophie chrétienne dialogue avec le marxisme. Cracovie: Instytut Filozofii przy Papieskim Wydziale Teologicznym: Instytut Teologiczny Księży Misjonarzy.
- 1981. Etyka Solidarności. Cracovie: Znak. Nouvelle édition, revue et augmentée : Etyka Solidarności oraz Homo sovieticus. Cracovie: Znak (1992). Édition française : Joseph Tischner, Éthique de Solidarité, traduction de Krystyna Jocz, préfaces de André Bergeron et de Jean Bornard, Librairie Adolphe Ardant et Critérion, Limoges, 1983.
- 1982. Myślenie według wartości. Penser en termes de valeur. Cracovie: Znak.
- 1985. Polska jest Ojczyzną w Krȩgu filozofii pracy. La Pologne est ma patrie : dans le cercle de la philosophie du travail. Paris: Éditions du Dialogue (collection "Znaki czasu").  (ISBN 978-2-85316-048-3)
- 1990. Filozofia Dramatu. Paris: Éditions du Dialogue. Édition française : Józef Tischner, La philosophie du drame, éditions du Cerf, collection « La nuit surveillée », Paris, 2012
- 1990. Książeczka pielgrzyma. Le Livret du pèlerinage. Kalwaria Zebrzydowska: Calvarianum.
- 1991. Polski młyn. Le Moulin polonais. Cracovie: Nasza Przeszłość.
- 1992. Boski młyn. Le Moulin de Dieu. Cracovie: Oficyna Podhalańska: Secesja.
- 1993. Nieszczęsny dar wolności. Le Don malheureux de la liberté. Cracovie: Znak.
- 1993a. Spowiedź rewolucjonisty: czytając Fenomenologię ducha Hegla. Confessions d'un révolutionnaire : la lecture de la phénoménologie de l'esprit de Hegel . Cracovie: Znak.
- 1993b. Miłość niemiłowana. L'Amour non-aimé. Cracovie Wydawnictwo Sławomira Grotomirskiego.
- 1994. Idzie o honor'.' Il y va de l'honneur. Cracovie: Oficyna Podhalańska: "Secesja".
- 1994a. Jak żyć?. Comment vivre ?. Wrocław: Tum.
- 1994b. Czytając Veritatis splendor. Lecture de Veritatis splendor. Cracovie: Unum: Polskie Towarzystwo Teologiczne.
- 1996. Tischner czyta katechizm. Tischner lit le catéchisme. Cracovie: Znak.
- 1997. W krainie schorowanej wyobraźni. Au pays de l'imagination maladive. Cracovie: Znak.
- 1997a. Historia filozofii po góralsku. Histoire de la philosophie en montagnard. Cracovie: Znak.
- 1998. Spór o istnienie człowieka. Le Différend sur l'existence de l'homme. Cracovie: Znak.
- 1999. Ksiądz na manowcach. Le Prêtre égaré. Cracovie: Znak.
- 1999a. Krótki traktat o naturze służby. Un court traité sur la nature du service. Cracovie.
- 1999b. Drogi i bezdroża miłosierdzia. Les Routes et détours de la miséricorde. Cracovie: Wydaw. AA: Wydaw. M.
- 2000. Pomoc w rachunku sumienia. Aide à l'examen de conscience. Cracovie: Znak.
- 2000. Myśli wyszukane. Pensées recherchées. Cracovie: Znak
- 2001. Miłość nas rozumie: rok liturgiczny z księdzem Tischnerem. L'amour nous comprend : l'année liturgique avec le Père Tischner. Cracovie: Znak.
- 2001. Wobec wartości (wyd. 3). Envers la valeur. Poznań: W drodze.
- 2001. Wieści ze słuchanicy. Cracovie: Znak.
- 2003. Słowo o ślebodzie: kazania spod Turbacza 1981-1997. Homélie de Turbacz 1981-1997. Cracovie: Znak.
- 2003a. Spotkanie /  Józef Tischner parle à Anna Karoń-Ostrowska. Cracovie: Znak.
- 2003b. O człowieku: wybór pism filozoficznych. Sur l'homme : choix d'écrits philosophiques. Wrocław: Zakład Narodowy im. Ossolińskich.
- 2004. Myślenie w żywiole piękna. Pensée sur la beauté. Cracovie: Znak.
- 2005. Wokół Biblii. Autour de la Bible. Cracovie: Znak.
- 2005a. Idąc przez puste błonia. À travers les prairies vides. Cracovie: Znak.
- 2006. Studia z filozofii świadomości. Études de philosophie de la conscience. Cracovie: Instytut Myśli Józefa Tischnera.
- 2006a. Zrozumieć własną wiarę. Comprendre sa propre foi. Cracovie: Społeczny Instytut Wydawniczy Znak.
- 2009. Etyka a historia. Wykłady. Éthique et histoire. Cracovie: Instytut Myśli Józefa Tischnera.
- 2009. Wiara ze słuchania. Entendre la foi. Cracovie : Znak.

## Sources et références
1. ↑  Był człowiekiem Kościoła, zawsze zatroskanym o to, by w obronie prawdy nie stracić z oczu człowieka

- (pl) Cet article est partiellement ou en totalité issu de l’article de Wikipédia en polonais intitulé « Józef Tischner » (voir la liste des auteurs).